# 孫念祖
孫念祖（1829年—？），字仲修，又字萃农，号心农，又号涤湖，浙江会稽人。清朝官員。

## 生平
咸豐九年（1859年）一甲第二名進士（榜眼），授翰林院編修。同治元年（1862年）出任山西乡试副考官，孙念祖出任湖北学政。累官贵州镇远府知府。